# El Boquerón
El Boquerón es una localidad argentina ubicada en el partido de General Pueyrredón de la provincia de Buenos Aires. Se halla sobre la ruta provincial 88, a 9 km de la localidad de Batán, y a 420 km al sur de la ciudad de Buenos Aires.
En la zona se destacan la horticultura, fruticultura con fuerte desarrollo del cultivo de frutillas y de kiwi, principalmente; actividades agropecuarias extensivas y en menor escala la floricultura.

## Población
Cuenta con 509 habitantes (Indec, 2010), lo que representa un incremento del 22% frente a los 416 habitantes (Indec, 2001) del censo anterior.
| Gráfica de evolución demográfica de El Boquerón entre 1991 y 2010 |
|                                                                   |
| Fuente: Censos nacionales del INDEC                               |